# أنا حرة (فلم)
فيلم أنا حرة من إخراج صلاح أبو سيف، وتدور أحداثه في فترة ما قبل ثورة يوليو عام 1952 وهو عن قصة لإحسان عبد القدوس والشخصية الرئيسية هي شخصية أمينة (لبنى عبد العزيز) وهي فتاة متمردة على تربيتها وتقاليد وعادات المجتمع التي تفرض على المرأة قيود معينة.

## قصة الفيلم
امينه بنت تعيش مع عمتها وهي التي تربيها لان والدها منفصلين ولكنها ترى ان المراه دائما مقهوره ودائما ترى عمتها وابن عمتها وحتى هي تحت نيران هذا الاستعمار الذكورى في مجتمع لا يعطى للمراه حقها ولكنها تتمرد على هذا الوضع وتقوم بعمل اشياء يسميها المجتمع اخطاء ولكنها لا ترى ذللك وتدخل الجامعة وتحصل على حريتها كامله لانها تذهب للعيش مع والدها ويعطى لها حريه التصرف فتكتشف ان امانيها في الحرية هي اشياء بسيطه لمعنى الحرية الحقيقى فتتقرب من عباس الذي ترى فيه المثل الأعلى في الحرية ولكنه يوجهها ويعلمها المعنى الحقيقى للحريه ولكن عباس يعمل في السياسة ومطلوب من النظام الفاسد فتعمل معه املا في حريه أكبر هي حريه بلد فيقبض عليهم لتعرف ان الحرية ليس ما كان تبحث عنه طوال السنين بل هي شى أكبر واعظم.

## فريق العمل
| الرقم | الشخصية       | الممثل                  | معلومات |
| ----- | ------------- | ----------------------- | ------- |
| 1     | أمينة         | لبنى عبد العزيز         |         |
| 2     | عباس          | شكري سرحان              |         |
| 3     | علي           | حسن يوسف                |         |
| 4     | عمة أمينة     | زوزو نبيل               |         |
| 5     | زوج عمة أمينة | حسين رياض               |         |
| 6     | والد أمينة    | محمد عبد القدوس (توضيح) |         |

## روابط خارجية
- مقالات تستعمل روابط فنية بلا صلة مع ويكي بيانات

السينما